# Bomis bengalensis
Bomis bengalensis är en spindelart som beskrevs av Benoy Krishna Tikader 1962. Bomis bengalensis ingår i släktet Bomis och familjen krabbspindlar. Inga underarter finns listade.